# 解放区 (ポルノグラフィティの曲)
「解放区」（かいほうく）は、ポルノグラフィティの楽曲。2024年3月27日にSME RecordsよりCDシングルとしてリリースされた。

## 概要
2024年9月のメジャーデビュー25周年を前にリリースされた25周年第一弾シングル。シングル作品としては『アビが鳴く』から10か月ぶり、CDシングルとしては『テーマソング』から約2年半ぶりのリリースとなった。
初回生産限定盤（CD+BD/CD+DVD）、通常盤の3形態でのリリース。初回生産限定盤には特典映像として、2023年8月6日に出演した『ROCK IN JAPAN FESTIVAL 2023』のライヴ映像が収録されている。
シングル作品では過去最多となる計5曲を収録。なお、カップリング曲の「THE DAY - From THE FIRST TAKE」「アゲハ蝶 - From THE FIRST TAKE」は同じく3月27日にTHE FIRST TAKE MUSICより配信限定シングルとしてもリリースされている。
ジャケットはイラストレーターのNaffyが手掛けたもので、初回生産限定盤と通常盤ではイラストが一部異なっている。

## 収録曲

### CD
- 本作では編曲のクレジット表記が「Porno Graffitti」に戻された[注釈 3]。

| 全作詞: 新藤晴一（#5のみ旧ハルイチ名義）。 |                                    |                                     |                  |                         |                               |      |
| #                                          | タイトル                           | 作詞                                | 作曲             | 編曲                    | Strings Arrangement           | 時間 |
| 1.                                         | 「解放区」                         | 新藤晴一 （#5のみ旧 ハルイチ 名義） | 岡野昭仁         | tasuku, Porno Graffitti |                               | 3:56 |
| 2.                                         | 「アビが鳴く」                     | 新藤晴一 （#5のみ旧 ハルイチ 名義） | 岡野昭仁         | tasuku, Porno Graffitti |                               | 4:47 |
| 3.                                         | 「OLD VILLAGER」                   | 新藤晴一 （#5のみ旧 ハルイチ 名義） | 岡野昭仁, tasuku | tasuku, Porno Graffitti |                               | 3:24 |
| 4.                                         | 「THE DAY - From THE FIRST TAKE」  | 新藤晴一 （#5のみ旧 ハルイチ 名義） | 新藤晴一         | 江口亮, Porno Graffitti | 江口亮 & miri（レトロリロン） | 4:07 |
| 5.                                         | 「アゲハ蝶 - From THE FIRST TAKE」 | 新藤晴一 （#5のみ旧 ハルイチ 名義） | ak.homma         | 江口亮, Porno Graffitti | 江口亮 & miri（レトロリロン） | 4:32 |
| 合計時間:                                  | 合計時間:                          | 合計時間:                           | 合計時間:        | 合計時間:               | 20:46                         |      |

### BD/DVD
| #  | タイトル                 | 作詞 | 作曲・編曲 |
| -- | ------------------------ | ---- | ---------- |
| 1. | 「ミュージック・アワー」 |      |            |
| 2. | 「サウダージ」           |      |            |
| 3. | 「ギフト」               |      |            |
| 4. | 「アビが鳴く」           |      |            |
| 5. | 「アゲハ蝶」             |      |            |
| 6. | 「メリッサ」             |      |            |
| 7. | 「ハネウマライダー」     |      |            |

## 楽曲解説
1. 解放区
  - 「光を求めるのではなく、暗闇の夜にだって生きる灯火を見つけることはできる。[4][5]」というメッセージが込められたファイトソング。
  - 2023年秋頃から「ツアーでは25周年の感謝の気持ちを込めた曲を」と制作が始まり[6]、2024年1月13日[注釈 4]より開催のアリーナツアー『19thライヴサーキット "PG wasn't built in a day"』にて先行披露された[6][7]。
2. アビが鳴く
  - 2023年5月31日リリースの配信限定シングル。
  - 本作で初のCD音源化。
3. OLD VILLAGER
  - ホールツアー『18thライヴサーキット "暁"』の日本武道館公演（2023年1月23日・24日）にて先行披露された楽曲。
  - 12thアルバム『暁』の制作期間に生まれた楽曲で、岡野の「ギターロックを作ってほしい」というオーダーをもとにtasukuがトラックを作り、そのトラックに岡野がメロディを乗せていくという形で制作された。
  - 岡野は「"ギターが鳴らない時代"にギターが鳴ってるロックナンバーを作りたかった」と振り返っているほか、メロディには怒りやフラストレーションといった感情を込めており、新藤はそのメロディやディストーションを多用したギターサウンドの世界観を汲み取り詞を書き上げたという。
4. THE DAY - From THE FIRST TAKE
  - 43rdシングルの『THE FIRST TAKE』バージョン。
5. アゲハ蝶 - From THE FIRST TAKE
  - 6thシングルの『THE FIRST TAKE』バージョン。

## Guest Musicians
1. 解放区
  - Drums: 佐治宣英
  - Bass: 山口寛雄
  - Programming & All Other Instruments: tasuku
2. アビが鳴く
3. OLD VILLAGER
  - Drums: 玉田豊夢
  - Bass: 山口寛雄
  - Programming & All Other Instruments: tasuku
4. THE DAY - From THE FIRST TAKE
  - Drums: 城戸紘志
  - Wurlitzer: 平畑徹也
  - W.Bass: 須長和広
  - Strings: 徳永友美ストリングス
    - 1stViolin: 徳永友美, 藤堂昌彦, 遠藤雄一, 柳原有弥, 氏川恵美子, 浮村恵梨子
    - 2ndViolin: 伊能修, 執行恒宏, 村井俊朗, 石亀協子, 石橋尚子, 納富彩歌
    - Viola: 細川亜維子, 青木史子, 高嶋麻由, 三品芽生
    - Cello: 堀沢真己, 結城貴弘, 奥泉貴圭
    - Contrabass: 赤池光治
5. アゲハ蝶 - From THE FIRST TAKE
  - Drums: 城戸紘志
  - Wurlitzer: 平畑徹也
  - W.Bass: 須長和広
  - Strings: 徳永友美ストリングス
    - 1stViolin: 徳永友美
    - 2ndViolin: 藤堂昌彦
    - Cello: 堀沢真己

  - Flute: 多久潤一朗
  - Pandeiro: 安井源之新

## 収録作品
| タイトル     | 収録作品 |
| ------------ | --- |
| 解放区       | アルバム - ベストアルバム『ポルノグラフィティ全書 〜ALL TIME SINGLES〜』 ライヴ映像 - ベストアルバム『ポルノグラフィティ全書 〜ALL TIME SINGLES〜』 - ライヴ映像作品『19thライヴサーキット "PG wasn't built in a day" Live at TOKYO ARIAKE ARENA 2024』 ライヴ音源 - ライヴアルバム『19thライヴサーキット "PG wasn't built in a day" Live at TOKYO ARIAKE ARENA 2024』 |
| アビが鳴く   | →「 アビが鳴く#収録作品 」を参照 |
| OLD VILLAGER | ライヴ映像 - ライヴ映像作品『18thライヴサーキット "暁" Live at NIPPON BUDOKAN 2023』 |